# Heinrich Boie
Heinrich Boie (4 de mayo de 1794 - 4 de septiembre de 1827) fue un zoólogo alemán. Era hermano de Friedrich Boie.
Boie estudió leyes en Kiel y Gotinga. En la Universidad se interesó en la historia natural a través de las conferencias de Johann Friedrich Blumenbach y Friedrich Tiedemann. Era el ayudante de Coenraad Jacob Temminck asistente en Leiden. En 1825 viajó a Java con Salomon Müller para coleccionar los especímenes para el museo. Murió allí de fiebre de bilis.

## Abreviatura (zoología)
La abreviatura H. Boie  se emplea para indicar a Heinrich Boie como autoridad en la descripción y taxonomía en zoología.